# Formica omnivora
Formica omnivora é uma espécie de formiga do gênero Formica, pertencente à subfamília Formicinae.